# Dambron
 Dambron  es una población y comuna francesa, en la región de  Centro, departamento de Eure y Loir, en el distrito de Châteaudun y cantón de Orgères-en-Beauce.

## Demografía
| 167 | 136 | 104 | 111 | 104 | 104 |
| Para los censos de 1962 a 1999 la población legal corresponde a la población sin duplicidades (Fuente: INSEE [Consultar]) |     |     |     |     |     |